# 페이스풀 워드 침례교회

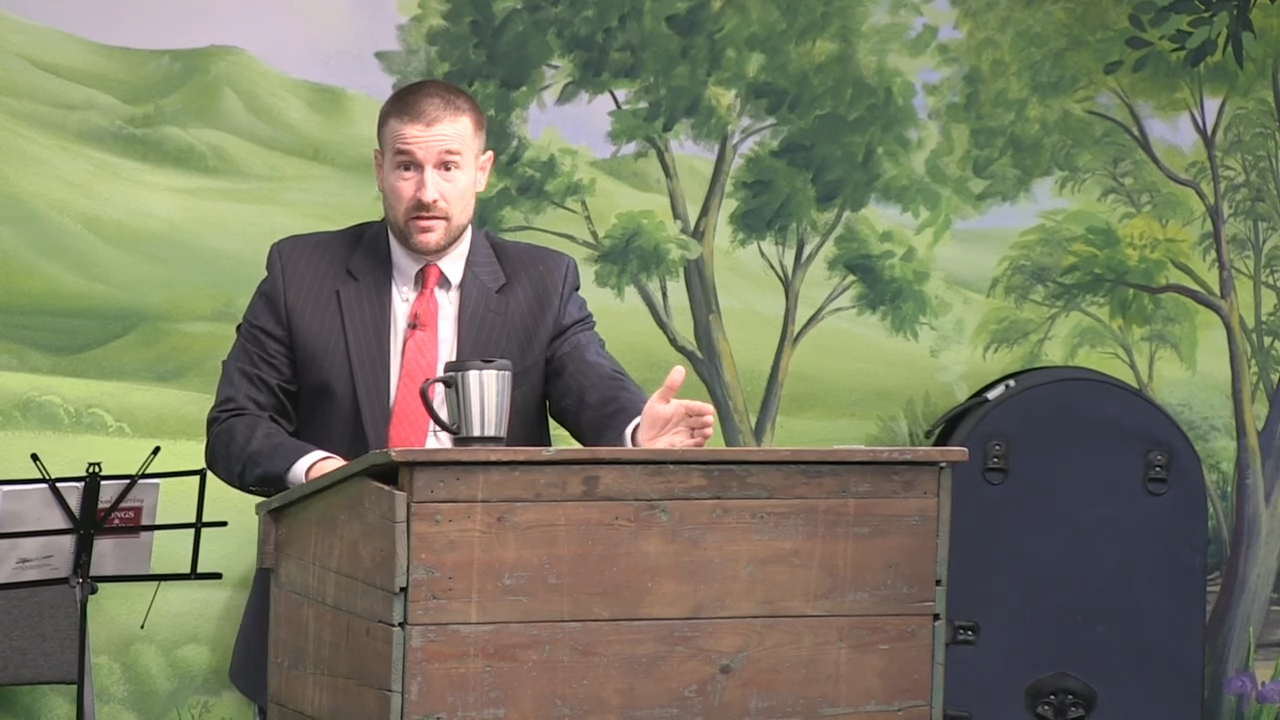
스티븐 앤더슨

페이스풀 워드 침례교회(영어: Faithful Word Baptist Church)는 애리조나주 템피에 위치한 기독교 근본주의 성향의 독립적 침례교회로, 현 목사인 스티븐 앤더슨에 의해 2005년 12월에 설립되었다. 페이스풀 워드 침례교회는 스스로를 "옛스럽고 자립적이며 원리주의적인 영혼 구원의 침례교회"라고 소개하고 있다. 교회 신자들은 상가 건물 내의 사무실에서 모인다.
페이스풀 워드 침례교회는 2009년 8월 당시 미국의 대통령이였던 버락 오바마의 죽음을 비는 기도회를 연 것이 알려져 전국적으로 알려지게 되었다. 남부빈곤법률센터는 동성애자들을 사형에 처해야한다고 주장한 스티븐 앤더슨의 주장을 근거로 페이스풀 워드 침례교회를 증오단체로 규정하였다.

## 교리
페이스풀 워드 침례교회의 교리는 교회 홈페이지에 서술되어있다. 페이스풀 워드 침례교회는 킹 제임스 성경이 신의 말씀으로 모든 문자 그대로 따라야 한다고 믿고 있다. 또한 환난 후 휴거설, 믿음을 통한 영원한 구원 그리고 불신자들의 구원 없는 영원한 지옥을 믿는다. 페이스풀 워드 침례교회는 동성애를 죄악으로 규정하며 신의 말씀에 따라 사형에 처해야한다고 주장하고 있다. 이 교회 신자들은 형식주의와 모더니즘, 자유주의 신학을 거부한다.
이들은 구원론에 관하여 무가 은총 신학을 가진다. 이 신학은 구원의 은혜가 값없이 믿기만 하면 주어진다는 것으로 성화 (기독교)가 없는 기독교인을 양산한다는 비판이 있다.
2015년 3월 앤더슨은 《Marching to Zion》(시온으로의 행군)이란 문서에서, 유대의 구세주를 기다리는 것은 반기독교 적이며 탈무드가 신성모독에 해당한다고 서술하였고, 2015년 5월에는 유튜브를 통해 홀로코스트는 실제로 일어난 적이 없다고 주장하는 동영상을 제작 배포하였다.

## 역사

### 설립
스티븐 앤더슨은 성탄절인 2005년 12월 25일 페이스풀 워드 침례교회를 설립하였다. 약 1년 6개월 뒤 교회는 앤더슨이 소유 중인 화재경보기 설치업체가 입주해있는 상가 건물로 이사하였다. 2009년, 언론사가 영리 목적의 앤더슨 소유 사업체와 비영리 교회간의 관계를 묻자 앤더스는 역정을 내기도 하였다. 2015년 기준으로 페이스풀 워드 침례교회는 약 150명의 신자가 소속되어있다.

### 버락 오바마 대통령 사망 기원 기도회
2009년 8월 페이스풀 워드 침례교회는 버락 오바마 미국 대통령의 죽음을 기원하는 기도를 드렸다는 스티븐 앤더스의 연설로 미국 전역에 알려지게 되었다.
앤더슨은 대통령의 죽음을 간청하는 것은 아니지만, 오바마 대통령이 죽는다면 국가에 '이익'이 될 것이라고 주장했다. 앤더스는 또한 지역 텔레비전 방송국인 KNXV-TV와의 인터뷰에서 오바마 대통령이 순교자가 되길 원하지 않는다면 가능하면 자연사하는게 좋겠다고 하였다. 그는 또한 한 언론인과의 인터뷰에서 누가 오바마 대통령을 죽이더라도 자신은 그 살인자를 심판하거나 규탄하지 않을 거라고 말했다.
앤더슨의 오바마 대통령의 죽음을 기원했다는 연설이 있은지 하루 만에 페이스풀 워드 침례교회의 신자인 크리스 브로튼이 AR-15 반자동소총과 권총을 소지한 체 버락 오바마가 대중 연설 중이였던 피닉스 컨벤션 센터에서 반정부 집회를 열었다. 브로튼은 앤더슨의 연설에 동의는 했지만 그 연설이 집회와 무기 소지의 직접적인 동기는 아니라고 설명했다. 지역 신문사인 《New Mexico Independent》지는 브로튼이 집회에 참가한 것은 보수파 라디오 토크쇼 진행자 어니스트 행콕이 대중의 관심을 끌기 위해 계획한 것이라고 보도했다. 현장에는 행콕도 무장한 차림으로 나타나 브로튼과 미리 짜여진 각본대로 인터뷰를 진행했는데, 그 내용은 유튜브를 통해 공개되었다.

### 반동성애 및 증오발언
남부빈곤법률센터는 페이스풀 워드 침례교회를 증오단체로 지정하였다. 남부빈곤법률센터는 동성애자들을 사형에 처해야한다는 앤더슨의 대중 선동을 그 주요 근거로 삼았다. 그는 또한 트랜스젠더인 케이틀린 제너를 향해 심장이 터져 죽었으면 좋겠다는 연설을 하였다.
2015년 11월 파리 테러 직후 앤더슨은 프랑스가 죄악의 국가라면서, 바타클랑 극장 이글스 오브 데스 메탈을 보러 갔던 관중들은 악마를 숭배해서 스스로 죽음을 부른 것이라고 연설하였다. 앤더슨은 2016년 올랜도 나이트클럽 총기 난사 사건 직후 유튜브 영상에서 총기 난사 테러로 지구상에 소아성애자가 50여명 줄었으니 잘된 일이고 생존자가 발생해선 안되었다고 주장하였다. 그는 동성애자들을 개개인의 테러에 맡겨서는 안되고 신정주의 국가가 체계적으로 동성애자들을 학살해야 한다고도 하였다. 해당 동영상은 유튜브의 정책 위반으로 삭제되었다.

### 입국 금지
2016년 9월 스티븐 앤더슨이 남아프리카 공화국으로 여행을 갈 계획이라고 발표하자, 말루시 기가바 남아프리카 공화국 내무부 장관은 성소수자에 대한 차별을 금지한 헌법 규정을 들어 앤더슨의 입국을 금지하였다. 그는 그와 같은 결정을 하며 스티븐 앤더슨을 달갑지 않는 인물이라고 언급하였다. 앤더슨은 남아프리카 공화국을 가기 위해 경유할 예정이였던 영국에서도 입국 금지 되었다.
앤더슨은 결국 보츠와나로 여행 계획을 변경하여 에티오피아를 통해 보츠와나에 입국하였으나, 2016년 9월 20일 보츠와나에서 추방되고 정부로부터 입국이 금지 되었다.
2016년 10월 앤더슨이 유튜브에 올린 영상에서 말라위에 교회 설립을 목적으로 여행을 다녀올 계획이라고 밝히자, 말라위 당국은 앤더슨에게 입국 금지 명령을 내렸으며, 말라위에서 환영받지 못할 것이라는 성명을 발표하였다.

## 같이 보기
- 웨스트보로 침례교회